# Commelina frutescens
Commelina frutescens är en himmelsblomsväxtart som beskrevs av Robert Bruce Faden. Commelina frutescens ingår i släktet himmelsblommor, och familjen himmelsblomsväxter. Inga underarter finns listade.